# Стронське
Стронське — пасажирський залізничний зупинний пункт Полтавської дирекції Південної залізниці, що знаходиться на лінії Гребінка — Ромодан між станціями Вили (відстань 7 км) та Лубни (відстань 6 км). Відстань до Гребінки — 36 км, до Лубен — 6 км, до Ромодана — 41 км.
Знаходиться неподалік села Вищий Булатець, Лубенський район Полтавської області.
Виникла 1958 року. Електрифікована як складова лінії Гребінка — Лубни 1996 року.